# ФЦМ 36
ФЦМ 36 (фр. Char léger Modèle 1936 FCM) било је француски пешадијски лаки тенк из Другог светског рата.

## Историја
Овај тенк француске фирме ФЦМ (фр. Forges et Chantiers de la Méditerranée) из Тулона такмичио се 1933. на конкурсу за лаки пешадијски тенк и изгубио од Рено Р-35.

### Карактеристике
ФЦМ 36 био је пространији од Р-35 и Х-35, имао је бољи радијус дејства захваљујући дизел мотору и заварен оклоп (напредан за оно време). Користио је јединствену ФЦМ заварену куполу које давала бољу заштиту од куполе Р-35. Купола је била већа и имала је не-ротирајућу куполицу позади: била је предвиђена за јачи топ СА38 калибра 37 mm и радио (али ниједно није постављено због несташице). Тако је са својим кратким топом, двочланом посадом и без радија био само незнатно бољи од Р-35 и Х-35 са којима је делио бојиште.